# Фелікс Пшедвоєвскі
Фелікс Пшедвоєвскі (нім. Felix Przedwojewski; 7 грудня 1920, Маєнбург — 15 червня 1986, Тойбліц) — німецький військовослужбовець, унтершарфюрер СС. Кавалер Лицарського хреста Залізного хреста.

## Нагороди
- Залізний хрест 2-го і 1-го класу
- Лицарський хрест Залізного хреста (16 грудня 1943) — як унтершарфюрер СС і командир гармати 2-ї батареї 3-го дивізіону штурмових гармат СС 3-ї танкової дивізії СС «Мертва голова». Нагороджений за знищення протягом одного дня 23 радянських танків. Всього за час бойових дій Пшедвоєвскі знищив 45 танків.